# Landkreis Ehingen
Landkreis Ehingen var ett distrikt (Landkreis) i sydöstra delen av det tyska förbundslandet Baden-Württemberg, som fanns från 1938 till 1 januari 1973. Distriktets huvudort och största kommun var Ehingen.

## Historia
Distriktets område tillhörde före 1800 mestadels till Främre Österrike (tyska Vorderösterreich). 1806 kom området till Kungariket Württemberg och distriktet (tyska Oberamt, från och med 1934 Kreis) Ehingen grundades. 1938 förenades distriktet Ehingen med delar av distrikten Blaubeuren och Riedlingen till Landkreis Ehingen. Efter andra världskriget var distriktet en del av den franska ockupationszonen och blev 1952 en del av det nya förbundslandet Baden-Württemberg. 1 januari 1973 upplöstes Landkreis Ehingen. De flesta av distriktets kommuner kom till det nya distriktet Alb-Donau-Kreis, några kommuner kom till Landkreis Biberach.

## Städer och kommuner
Distriktet bestod när det grundades 1938 av 62 kommuner, därav 3 städer (Ehingen, Munderkingen och Schelklingen). På grund av en reform förlorade distriktet i början av 1970-talet en kommun till distriktet Ulm och några kommuner blev delar av andra, större kommuner. Tabellen visar alla kommuner innan reformen.
| Dåvarande kommun   | Nuvarande kommun | Nuvarande distrikt (Landkreis) | Befolkning 6 juni 1961 | Befolkning 27 maj 1970 |
| ------------------ | ---------------- | ------------------------------ | ---------------------- | ---------------------- |
| Allmendingen       | Allmendingen     | Alb-Donau-Kreis                | 2.299                  | 2.846                  |
| Altbierlingen      | Ehingen (Donau)  | Alb-Donau-Kreis                | 249                    | 306                    |
| Altheim            | Altheim          | Alb-Donau-Kreis                | 400                    | 452                    |
| Altsteusslingen    | Ehingen (Donau)  | Alb-Donau-Kreis                | 400                    | 407                    |
| Bach               | Erbach           | Alb-Donau-Kreis                | 235                    | 321                    |
| Bechingen          | Riedlingen       | Biberach                       | 131                    | 129                    |
| Berg               | Ehingen (Donau)  | Alb-Donau-Kreis                | 385                    | 424                    |
| Dächingen          | Ehingen (Donau)  | Alb-Donau-Kreis                | 404                    | 443                    |
| Dietelhofen        | Unlingen         | Biberach                       | 158                    | 139                    |
| Dietershausen      | Uttenweiler      | Biberach                       | 177                    | 166                    |
| Dieterskirch       | Uttenweiler      | Biberach                       | 223                    | 207                    |
| Donaurieden        | Erbach           | Alb-Donau-Kreis                | 360                    | 512                    |
| Ehingen            | Ehingen (Donau)  | Alb-Donau-Kreis                | 10.266                 | 13.437                 |
| Emeringen          | Emeringen        | Alb-Donau-Kreis                | 184                    | 176                    |
| Emerkingen         | Emerkingen       | Alb-Donau-Kreis                | 488                    | 525                    |
| Ennahofen          | Allmendingen     | Alb-Donau-Kreis                | 313                    | 279                    |
| Erbstetten         | Ehingen (Donau)  | Alb-Donau-Kreis                | 222                    | 250                    |
| Ersingen           | Erbach           | Alb-Donau-Kreis                | 493                    | 660                    |
| Frankenhofen       | Ehingen (Donau)  | Alb-Donau-Kreis                | 339                    | 331                    |
| Gamerschwang       | Ehingen (Donau)  | Alb-Donau-Kreis                | 256                    | 316                    |
| Granheim           | Ehingen (Donau)  | Alb-Donau-Kreis                | 332                    | 314                    |
| Griesingen         | Griesingen       | Alb-Donau-Kreis                | 639                    | 728                    |
| Grötzingen         | Allmendingen     | Alb-Donau-Kreis                | 248                    | 248                    |
| Grundsheim         | Grundsheim       | Alb-Donau-Kreis                | 261                    | 247                    |
| Hausen am Bussen   | Hausen am Bussen | Alb-Donau-Kreis                | 169                    | 160                    |
| Hausen ob Urspring | Schelklingen     | Alb-Donau-Kreis                | 351                    | 342                    |
| Herbertshofen      | Ehingen (Donau)  | Alb-Donau-Kreis                | 210                    | 256                    |
| Heufelden          | Ehingen (Donau)  | Alb-Donau-Kreis                | 238                    | 261                    |
| Hundersingen       | Oberstadion      | Alb-Donau-Kreis                | 219                    | 201                    |
| Kirchbierlingen    | Ehingen (Donau)  | Alb-Donau-Kreis                | 490                    | 535                    |
| Kirchen            | Ehingen (Donau)  | Alb-Donau-Kreis                | 952                    | 984                    |
| Lauterach          | Lauterach        | Alb-Donau-Kreis                | 479                    | 439                    |
| Moosbeuren         | Oberstadion      | Alb-Donau-Kreis                | 407                    | 407                    |
| Mundeldingen       | Oberstadion      | Alb-Donau-Kreis                | 273                    | 258                    |
| Munderkingen       | Munderkingen     | Alb-Donau-Kreis                | 3.435                  | 4.583                  |
| Mundingen          | Ehingen (Donau)  | Alb-Donau-Kreis                | 309                    | 321                    |
| Nasgenstadt        | Ehingen (Donau)  | Alb-Donau-Kreis                | 228                    | 290                    |
| Niederhofen        | Allmendingen     | Alb-Donau-Kreis                | 346                    | 369                    |
| Oberdischingen     | Oberdischingen   | Alb-Donau-Kreis                | 1.047                  | 1.325                  |
| Obermarchtal       | Obermarchtal     | Alb-Donau-Kreis                | 1.247                  | 1.196                  |
| Oberstadion        | Oberstadion      | Alb-Donau-Kreis                | 414                    | 430                    |
| Oberwachingen      | Uttenweiler      | Biberach                       | 148                    | 144                    |
| Oggelsbeuren       | Attenweiler      | Biberach                       | 535                    | 507                    |
| Öpfingen           | Öpfingen         | Alb-Donau-Kreis                | 662                    | 1.265                  |
| Rechtenstein       | Rechtenstein     | Alb-Donau-Kreis                | 255                    | 243                    |
| Reutlingendorf     | Obermarchtal     | Alb-Donau-Kreis                | 260                    | 242                    |
| Ringingen          | Erbach           | Alb-Donau-Kreis                | 805                    | 869                    |
| Risstissen         | Ehingen (Donau)  | Alb-Donau-Kreis                | 942                    | 1.018                  |
| Rottenacker        | Rottenacker      | Alb-Donau-Kreis                | 1.676                  | 1.845                  |
| Rupertshofen       | Attenweiler      | Biberach                       | 267                    | 281                    |
| Sauggart           | Uttenweiler      | Biberach                       | 237                    | 218                    |
| Schaiblishausen    | Ehingen (Donau)  | Alb-Donau-Kreis                | 233                    | 254                    |
| Schelklingen       | Schelklingen     | Alb-Donau-Kreis                | 3.321                  | 3.596                  |
| Schmiechen         | Schelklingen     | Alb-Donau-Kreis                | 813                    | 1.019                  |
| Uigendorf          | Unlingen         | Biberach                       | 282                    | 231                    |
| Untermarchtal      | Untermarchtal    | Alb-Donau-Kreis                | 1.068                  | 1.068                  |
| Unterstadion       | Unterstadion     | Alb-Donau-Kreis                | 487                    | 519                    |
| Unterwachingen     | Unterwachingen   | Alb-Donau-Kreis                | 154                    | 141                    |
| Volkersheim        | Ehingen (Donau)  | Alb-Donau-Kreis                | 263                    | 237                    |
| Weilersteusslingen | Allmendingen     | Alb-Donau-Kreis                | 202                    | 216                    |
| Zell               | Riedlingen       | Biberach                       | 151                    | 136                    |
| Zwiefaltendorf     | Riedlingen       | Biberach                       | 395                    | 420                    |